# Arekapalmssläktet
Arekapalmssläktet (Areca) är ett växtsläkte av palmer med ungefär 50 arter. De finns vildväxande i fuktiga tropiska skogar från södra Asien och Malaysia till Salomonöarna. Den mest välkända arten i släktet är betelpalmen.
Stammen är smal, omkring 20 centimeter i diameter, och kan nå en längd på 30 meter, men det finns även arter med ett mer buskliknande växtsätt. Bladens utseende varierar mellan arterna, från långa och parbladiga till små, hela blad. Arekapalmerna är sambyggare, det vill säga det finns han- och honblommor på samma planta. Blommorna är oansenliga. Flera arekapalmer får nötter med bitter smak. Dessa används för att tugga på i sydöstra Asien, ofta tillsammans med tobak och kalciumoxid. Nötterna har en mild narkotisk effekt.

## Arter
- Areca abdulrahmanii J.Dransf. (1980).
- Areca ahmadii J.Dransf. (1984).
- Areca andersonii J.Dransf. (1984).
- Areca arundinacea Becc. (1877).
- Areca brachypoda J.Dransf. (1984).
- Areca caliso Becc. (1919).
- Areca camarinensis Becc. (1919).
- Betelpalm - Areca catechu L. (1753).
- Areca celebica Burret (1933).
- Areca chaiana J.Dransf. (1984).
- Areca concinna Thwaites (1864).
- Areca congesta Becc. (1923).
- Areca costulata Becc. (1919).
- Areca dayung J.Dransf. (1980).
- Areca furcata Becc. (1877).
- Areca guppyana Becc. (1914).
- Areca hutchinsoniana Becc. (1919).
- Areca insignis (Becc.) J.Dransf. (1984). 
  - Areca insignis var. insignis
  - Areca insignis var. moorei (J.Dransf.) J.Dransf. (1984)
- Areca ipot Becc. (1909).
- Areca jobiensis Becc. (1877).
- Areca jugahpunya J.Dransf. (1984).
- Areca kinabaluensis Furtado (1933).
- Areca klingkangensis J.Dransf. (1984).
- Areca laosensis Becc. (1910).
- Areca ledermanniana Becc. (1923).
- Areca macrocalyx Zipp. ex Blume (1839).
- Areca macrocarpa Becc. (1909).
- Areca minuta Scheff., (1876).
- Areca montana Ridl., (1907).
- Areca multifida Burret (1936).
- Areca nannospadix Burret (1931).
- Areca nigasolu Becc. (1914).
- Areca novohibernica (Lauterb.) Becc. (1914).
- Areca oxycarpa Miq. (1868).
- Areca parens Becc. (1919).
- Areca rechingeriana Becc. (1910).
- Areca rheophytica J.Dransf. (1984).
- Areca ridleyana Becc. ex Furtado (1933).
- Areca rostrata Burret (1935).
- Areca salomonensis Burret (1936).
- Areca subacaulis (Becc.) J.Dransf. (1984).
- Areca torulo Becc. (1914).
- Arekapalm - Areca triandra Roxb. ex Buch.-Ham. (1826).
- Areca tunku J.Dransf. & C.K.Lim (1992).
- Areca vestiaria Giseke (1792).
- Areca vidaliana Becc. (1907).
- Areca warburgiana Becc. (1914).
- Areca whitfordii Becc. (1907).